# Wonston
Wonston es una parroquia civil y un pueblo del distrito de Winchester, en el condado de Hampshire (Inglaterra).

## Geografía
Según la Oficina Nacional de Estadística británica, Wonston tiene una superficie de 29,63 km².

## Demografía
Según el censo de 2001, Wonston tenía 1283 habitantes (47% varones, 53% mujeres) y una densidad de población de 43,3 hab/km². El 20,19% eran menores de 16 años, el 69,06% tenían entre 16 y 74 y el 10,76% eran mayores de 74. La media de edad era de 41,26 años. Del total de habitantes con 16 o más años, el 21,39% estaban solteros, el 59,18% casados y el 19,43% divorciados o viudos.
El 93,06% de los habitantes eran originarios del Reino Unido. El resto de países europeos englobaban al 2,34% de la población, mientras que el 4,6% había nacido en cualquier otro lugar. Según su grupo étnico, el 99,06% eran blancos, el 0,23% mestizos, el 0,47% asiáticos y el 0,23% chinos. El cristianismo era profesado por el 78,78%, el islam por el 0,23%, el sijismo por el 0,31% y cualquier otra religión, salvo el budismo, el hinduismo y el judaísmo, por el 0,39%. El 12,56% no eran religiosos y el 7,72% no marcaron ninguna opción en el censo.
Había 539 hogares con residentes, de los cuales el 29,5% estaban habitados por una sola persona, el 3,71% por padres solteros, el 19,67% por parejas sin hijos, el 24,49% por parejas con hijos dependientes y el 8,91% con hijos independientes, el 10,39% por jubilados y el 3,34% por otro tipo de composición. Además, había 38 hogares sin ocupar y 3 eran alojamientos vacacionales o segundas residencias. 596 habitantes eran económicamente activos, 579 de ellos (97,15%) empleados y 17 (2,85%) desempleados.